# Elecciones municipales de Tacna de 1963
Las elecciones municipales de Tacna de 1963 se llevaron a cabo el 15 de diciembre de 1963 para elegir al alcalde y al Concejo Provincial de Tacna para el periodo 1964-1966. La elección se celebró simultáneamente con elecciones municipales en todo el país. Por primera vez en la historia del Perú, las autoridades locales fueron elegidas por voto universal alfabeto y directo.

## Sistema electoral
La Municipalidad Provincial de Tacna es el órgano administrativo y de gobierno de la provincia de Tacna. Está compuesta por el alcalde y el Concejo Provincial.
La votación del alcalde y el concejo se realiza en base al sufragio universal alfabeto, que comprende a todos los ciudadanos nacionales mayores de veintiún años, empadronados y residentes en la provincia de Tacna y en pleno goce de sus derechos políticos.
El Concejo Provincial de Tacna está compuesto por 14 concejales elegidos por sufragio directo para un período de tres (3) años, en forma conjunta con la elección del alcalde (quien lo preside). La votación es por lista cerrada y bloqueada. Se asigna a cada lista los escaños según el método d'Hondt.

## Partidos y candidatos
A continuación se muestra una lista de los principales partidos y alianzas electorales que participaron en las elecciones:
| Candidatura | Candidatura | Partidos y alianzas | Candidatos | Candidatos                    | Ideología                                           | Ref. |
| ----------- | ----------- | --- | ---------- | ----------------------------- | --------------------------------------------------- | ---- |
|             | AP–DC       | Lista - Alianza Acción Popular - Democracia Cristiana (AP–DC) – Acción Popular (AP) – Partido Demócrata Cristiano (DC)                          |            | Armando Fuster Rossi          | Liberalismo Humanismo Democracia cristiana          |      |
|             | APRA–UNO    | Lista - Coalición Partido Aprista Peruano - Unión Nacional Odriísta (APRA–UNO) – Partido Aprista Peruano (APRA) – Unión Nacional Odriísta (UNO) |            | Rómulo Boluarte Ponce de León | Aprismo Conservadurismo social Populismo de derecha |      |
|             | IND         | Lista - Lista Independiente N° 5 Frente de Unidad Tacneña                                                                                       |            | Carlos Nalvarte Zeballos      | Localismo tacneño                                   |      |

## Resultados

### Sumario general
|                        |                                                                        |              |              |              |            |            |
| Partidos y coaliciones | Partidos y coaliciones                                                 | Voto popular | Voto popular | Voto popular | Concejales | Concejales |
| Partidos y coaliciones | Partidos y coaliciones                                                 | Votos        | %            | +/−          | Total      | +/−        |
|                        | Alianza Acción Popular - Democracia Cristiana (AP–DC)                  | 4,226        | 39.11        | n/a          | 6          | n/a        |
|                        | Coalición Partido Aprista Peruano - Unión Nacional Odriísta (APRA–UNO) | 4,225        | 39.10        | n/a          | 5          | n/a        |
|                        | Lista Independiente N° 5 Frente de Unidad Tacneña                      | 2,354        | 21.79        | n/a          | 3          | n/a        |
|                        |                                                                        |              |              |              |            |            |
| Total                  | Total                                                                  | 10,805       |              |              | 14         | n/a        |
|                        |                                                                        |              |              |              |            |            |
| Votos válidos          | Votos válidos                                                          | 10,805       | 85.25        | n/a          |            |            |
| Votos en blanco        | Votos en blanco                                                        | 903          | 7.12         | n/a          |            |            |
| Votos nulos            | Votos nulos                                                            | 966          | 7.62         | n/a          |            |            |
| Votos emitidos         | Votos emitidos                                                         | 12,674       | 84.15        | n/a          |            |            |
| Abstenciones           | Abstenciones                                                           | 2,388        | 15.85        | n/a          |            |            |
| Votantes registrados   | Votantes registrados                                                   | 15,062       |              |              |            |            |
|                        |                                                                        |              |              |              |            |            |
| Fuente:                |                                                                        |              |              |              |            |            |

### Concejo Provincial de Tacna
| Cargo                         | Autoridad electa           | Partido político | Partido político         |
| ----------------------------- | -------------------------- | ---------------- | ------------------------ |
| Alcalde Provincial de Tacna   | Armando Fuster Rossi       |                  | Alianza AP-DC            |
| Concejal Provincial de Tacna  | Juan Manzur Luna           |                  | Alianza AP-DC            |
| Concejal Provincial de Tacna  | Duilio Cuneo Bacigalupo    |                  | Alianza AP-DC            |
| Concejal Provincial de Tacna  | Mario Jiménez Santa María  |                  | Alianza AP-DC            |
| Concejal Provincial de Tacna  | Clemente Urday Banchero    |                  | Alianza AP-DC            |
| Concejal Provincial de Tacna  | Luis Niño González         |                  | Alianza AP-DC            |
| Concejal Provincial de Tacna  | Omar Pizarro Humire        |                  | Alianza AP-DC            |
| Concejal Provincial de Tacna  | Víctor Arce Vildoso        |                  | Coalición APRA-UNO       |
| Concejal Provincial de Tacna  | Humberto Cuneo Bacigalupo  |                  | Coalición APRA-UNO       |
| Concejal Provincial de Tacna  | Óscar Girón Vega           |                  | Coalición APRA-UNO       |
| Concejal Provincial de Tacna  | Luis Ramos García          |                  | Coalición APRA-UNO       |
| Concejal Provincial de Tacna  | Antonio Bravo de Rueda     |                  | Coalición APRA-UNO       |
| Concejala Provincial de Tacna | Victoria Torres de Guevara |                  | Lista Independiente N° 5 |
| Concejal Provincial de Tacna  | Luis Oblitas Jiménez       |                  | Lista Independiente N° 5 |
| Concejal Provincial de Tacna  | Enrique Nalvarte Zeballos  |                  | Lista Independiente N° 5 |

## Elecciones municipales distritales

### Sumario general
| Partidos y coaliciones | Partidos y coaliciones                                                 | Voto popular | Voto popular | Voto popular | Alcaldías | Alcaldías |
| Partidos y coaliciones | Partidos y coaliciones                                                 | Votos        | %            | +/−          | Total     | +/−       |
| ---------------------- | ---------------------------------------------------------------------- | ------------ | ------------ | ------------ | --------- | --------- |
|                        | Alianza Acción Popular - Democracia Cristiana (AP–DC)                  | 1,689        | 60.62        | n/a          | 4         | n/a       |
|                        | Coalición Partido Aprista Peruano - Unión Nacional Odriísta (APRA–UNO) | 1,047        | 37.58        | n/a          | 4         | n/a       |
|                        | Listas independientes distritales                                      | 50           | 1.79         | n/a          | 1         | n/a       |
|                        |                                                                        |              |              |              |           |           |
| Total                  | Total                                                                  | 2,786        |              |              | 9         | n/a       |
|                        |                                                                        |              |              |              |           |           |
| Votos válidos          | Votos válidos                                                          | 2,786        | 77.22        | n/a          |           |           |
| Votos en blanco        | Votos en blanco                                                        | 494          | 13.69        | n/a          |           |           |
| Votos nulos            | Votos nulos                                                            | 328          | 9.09         | n/a          |           |           |
| Votos emitidos         | Votos emitidos                                                         | 3,608        | n/d          | n/a          |           |           |
| Abstenciones           | Abstenciones                                                           | n/d          | n/d          | n/a          |           |           |
| Votantes registrados   | Votantes registrados                                                   | n/d          |              |              |           |           |
|                        |                                                                        |              |              |              |           |           |
| Fuente:                |                                                                        |              |              |              |           |           |

### Resultados por distrito
La siguiente tabla enumera el control de los distritos de la provincia de Tacna.
| Distrito | Alcalde(sa) electo(a)    | Partido político | Partido político         |
| -------- | ------------------------ | ---------------- | ------------------------ |
| Calana   | Néstor Villanueva Liendo |                  | Coalición APRA-UNO       |
| Ilabaya  | Emilio Sánchez Rodríguez |                  | Alianza AP-DC            |
| Inclán   | Carolina de Berríos      |                  | Alianza AP-DC            |
| Ite      | Víctor Martínez Quintana |                  | Lista Independiente N° 6 |
| Locumba  | Carlos Hurtado Pérez     |                  | Coalición APRA-UNO       |
| Pachía   | María Rejas de Bocchio   |                  | Alianza AP-DC            |
| Palca    | Dionisio Ayca Flores     |                  | Alianza AP-DC            |
| Pocollay | Miguel Reynoso Flores    |                  | Coalición APRA-UNO       |
| Sama     | Augusto Salinas Oviedo   |                  | Coalición APRA-UNO       |